# NGC 5348
NGC 5348 (другие обозначения — UGC 8821, MCG 1-35-51, ZWG 45.137, PGC 49411) — спиральная галактика с перемычкой (SBbc) в созвездии Дева.
Этот объект входит в число перечисленных в оригинальной редакции «Нового общего каталога».